# Frans Maas (atleet)
Frans Maas (Bergen op Zoom, 13 juli 1964) is een voormalige Nederlandse verspringer en hink-stap-springer.

## Prestaties
Maas werd elfmaal Nederlands kampioen en heeft bovendien sinds 1988 het Nederlands indoorrecord hink-stap-springen in handen met een afstand van 16,24 m.
Frans Maas leverde in 1988 zijn beste prestaties bij het verspringen. Hij won dat jaar een gouden medaille op de Europese indoorkampioenschappen in Boedapest en vestigde met 8,06 een Nederlands indoorrecord op dit nummer. Outdoor kwam hij op 17 april 1988 in El Paso tot 8,03 (met te veel rugwind zelfs tot 8,27), wat verder was dan het toenmalige record van 8,02. Vanwege een onvolledig ingevuld recordaanvraagformulier werd deze prestatie door de recordcommissie van de KNAU overigens nooit erkend. Beide prestaties werden nadien door Emiel Mellaard verbeterd.
Op de Europese kampioenschappen in Split in 1990 bleef Maas net buiten het erepodium. Met een beste poging van 8,00 eindigde hij als vierde achter de West-Duitser Dietmar Haaf (goud; 8,25), de Spanjaard Ángel Hernández (zilver; 8,15) en de Joegoslaaf Borut Bilač (brons; 8,09).
Frans Maas is een broer van televisiepresentator Cornald Maas.

## Kampioenschappen

### Internationale kampioenschappen
| Onderdeel   | Titel                   | Jaar |
| ----------- | ----------------------- | ---- |
| verspringen | Europees indoorkampioen | 1988 |

### Nederlandse kampioenschappen
Outdoor
| Onderdeel          | Jaar                         |
| ------------------ | ---------------------------- |
| verspringen        | 1983, 1989, 1990, 1993, 1994 |
| hink-stap-springen | 1987                         |

Indoor
| Onderdeel   | Jaar                         |
| ----------- | ---------------------------- |
| verspringen | 1984, 1991, 1992, 1993, 1994 |

## Persoonlijke records
Outdoor
| Onderdeel          | Prestatie | Datum         | Plaats      |
| ------------------ | --------- | ------------- | ----------- |
| 100 m              | 10,71 s   | 8 april 1988  | Albuquerque |
| 200 m              | 20,97 s   | 18 april 1988 | Albuquerque |
| verspringen        | 8,07 m    | 8 juli 1989   | Hengelo     |
| hink-stap-springen | 16,12 m   | 11 juli 1987  | Leiden      |

Indoor
| Onderdeel          | Prestatie       | Datum            | Plaats        |
| ------------------ | --------------- | ---------------- | ------------- |
| verspringen        | 8,11 m          | 19 februari 1989 | Den Haag      |
| hink-stap-springen | 16,24 m (ex-NR) | 27 februari 1988 | Oklahoma City |

## Prestaties
| Jaar | Wedstrijd | Plaats       | Resultaat    | Afstand |
| ---- | --------- | ------------ | ------------ | ------- |
| 1987 | WK indoor | Indianapolis | 8e           | 7,84 m  |
| 1988 | EK indoor | Boedapest    | 1e           | 8,06 m  |
| 1989 | EK indoor | Den Haag     | 3e           | 8,11 m  |
| 1989 | WK indoor | Boedapest    | 8e           | 7,83 m  |
| 1990 | EK        | Split        | 4e           | 8,00 m  |
| 1991 | WK indoor | Sevilla      | 17e in kwal. | 7,45 m  |
| 1993 | WK indoor | Toronto      | 4e           | 7,96 m  |
| 1995 | WK indoor | Barcelona    | 3e in kwal.  | 7,70 m  |

- World Athletics: 14214163
- Nederlandse Thesaurus van Auteursnamen: 172470129
- Virtual International Authority File: 284198696
- WorldCat: E39PBJvt8tYQkqGqb9rGC8bDbd